# Sedum jerzedowskii
Sedum jerzedowskii är en fetbladsväxtart som beskrevs av Perez-calix. Sedum jerzedowskii ingår i Fetknoppssläktet som ingår i familjen fetbladsväxter. Inga underarter finns listade i Catalogue of Life.